# Pittsburg (Missouri)
Pittsburg é uma Área não incorporada no Condado de Hickory, Missouri, Estados Unidos. Ele está localizado a aproximadamente dez milhas ao sul de Hermitage na Rota 64 . A comunidade fica às margens do Lago Pomme de Terre .

## História
Uma estação de correios chamada Pittsburg está em operação desde 1846. Pittsburg foi nomeado para a família Pitts dos primeiros colonos.